# Festuca durandoi
Festuca durandoi é uma espécie de planta com flor pertencente à família Poaceae. 
A autoridade científica da espécie é Clauson, tendo sido publicada em Annotations à la Flore de France et d'Allemagne 163. 1859.

## Portugal
Trata-se de uma espécie presente no território português, nomeadamente os seguintes táxones infraespecíficos:
- Festuca durandoi subsp. livida - presente em Portugal Continental. Em termos de naturalidade é endémica da Península Ibérica. Não se encontra protegida por legislação portuguesa ou da Comunidade Europeia.